# Albino Binda
Albino Binda (Cittiglio, 9 aprile 1904 – Cittiglio, 30 marzo 1976) è stato un ciclista su strada italiano.
Fu professionista tra il 1926 ed il 1935. Era fratello minore di Alfredo Binda.

## Carriera
Corse nella Legnano e nella Wolsit, per molti anni come gregario del fratello Alfredo, riuscendo ad ottenere tre vittorie in carriera: la tappa di Pistoia al Giro d'Italia 1928 (concluso all'ottavo posto), la Tre Valli Varesine nel 1930 e la prima tappa del Giro di Sicilia nel 1929.

## Palmarès
- 1928 (Wolsit-Pirelli, una vittoria)

8ª tappa Giro d'Italia (Roma > Pistoia)
- 1929 (Legnano, una vittoria)

1ª tappa Giro di Sicilia
- 1930 (Legnano, una vittoria)

Tre Valli Varesine

## Piazzamenti

### Grandi Giri
- Giro d'Italia

1925: ritirato
1926: ritirato
1927: 24º
1928: 8º
1929: 11º
1930: 26º
1931: 23º
1932: 27º
1933: 37º
1935: ritirato

### Classiche monumento
- Milano-Sanremo

1929: 23º
1931: 39º
1933: 28º
1934: 44º
- Giro di Lombardia

1927: 21º
1928: 9º
1932: 17º
1933: 40º